# Stefan Pietrusiewicz
Stefan Ireneusz Pietrusiewicz (ur. 24 lipca 1909 w Klwowie, zm. 9 lipca 1990 w Warszawie) – polski inżynier budownictwa lądowego i polityk. Minister przemysłu materiałów budowlanych (1955–1957), minister budownictwa (1957), minister budownictwa i przemysłu materiałów budowlanych (1957–1960) oraz przewodniczący Komitetu Budownictwa, Urbanistyki i Architektury (1960–1964). Budowniczy Polski Ludowej.

## Życiorys
Syn Konstantego i Emilii, absolwent Politechniki Warszawskiej, w 1935 roku uzyskał stopień zawodowy inżyniera hydrotechnika. W latach 1928–1935 dozorca i robotnik, w 1935–1936 odbył służbę wojskową w Modlinie, następnie 1936–1939 kierownik budów wodno-melioracyjnych w Łodzi i Kaliszu. Jako podporucznik rezerwy saperów wziął udział w wojnie obronnej 1939. Wzięty do niewoli w Bitwie nad Bzurą. W latach 1939–1945 jeniec Oflagu II C Woldenberg (obecnie Dobiegniew).
Od 1945 członek Polskiej Partii Robotniczej, a następnie od 1948 Polskiej Zjednoczonej Partii Robotniczej. Porucznik i kapitan w Głównym Zarządzie Politycznym Wojska Polskiego oraz dyrektor Społecznego Przedsiębiorstwa Budowy Warszawa. Podsekretarz stanu w ministerstwach odbudowy (1945–1949), budownictwa (1949–1950), budownictwa miast i osiedli (1951), budownictwa przemysłowego (1951–1955). Od 1 marca 1955 do 5 kwietnia 1957 był ministrem przemysłu materiałów budowlanych. Od 27 lutego 1957 do 5 kwietnia 1957 był również ministrem budownictwa. Od 22 marca 1957 do 20 marca 1960 był ministrem budownictwa i przemysłu materiałów budowlanych. Od 14 czerwca 1960 do 3 marca 1964 przewodniczący Komitetu Budownictwa, Urbanistyki i Architektury. W latach 1964–1968 podsekretarz stanu w Ministerstwie Budownictwa i Przemysłu Materiałów Budowlanych, a następnie do 1974 dyrektor Instytutu Techniki Budowlanej.
W 1959 otrzymał Order Sztandaru Pracy I klasy, w 1977 Order Budowniczych Polski Ludowej, a w 1965 Odznakę honorową "Za Zasługi dla Warszawy".
Był żonaty z Jadwigą Marią Petrusiewicz (1911-1977). Pochowany na Cmentarzu Wojskowym na Powązkach (kwatera B35-2-17).
Jego siostrzeńcem był filozof, Leszek Kołakowski.